# Дорохов, Михаил Акимович
Михаил Акимович Дорохов — советский хозяйственный, государственный и политический деятель.

## Биография
Родился в 1914 году. Член ВКП(б).
Участник Великой Отечественной войны.
На хозяйственной, общественной и политической работе — председатель Ставропольского горисполкома, 1-й заместитель председателя исполкома Ставропольского краевого Совета депутатов трудящихся, секретарь Чечено-Ингушского обкома КПСС, заведующий административными органами Чечено-Ингушского обкома КПСС.
Избирался депутатом Верховного Совета РСФСР 3-го и 4-го созывов.
Умер после 1985 года.